# Albrecht Glaser
Albrecht Glaser (* 8. ledna 1942, Worms) je německý politik, vysokoškolský učitel a od roku 2013 také člen německé Alternativy pro Německo (AfD). Platí za hlavního ideologa této strany. Žije v hesenské obci Habichtswald.

## Životopis
Albrecht Glaser byl v letech 1970–2012 členem křesťanskodemokratické unie (CDU), v roce 2013 pak stál u zrodu pravicové Alternativy pro Německo.

### Kritika a zákaz islámu
Vůči islámu jakožto náboženství je velice kritický, hovoří o něm jako o politické ideologii. Proto se na něj nevztahuje základní právo na svobodu vyznání, mimo jiné i proto, že toto právo sám neuznává.